# مکانیک روح
مکانیک روح (انگلیسی: Soul Mechanic; کره‌ای: 영혼수선공) یک مجموعهٔ تلویزیونی کره جنوبی سال ۲۰۲۰ با بازی شین ها کیون، جونگ سو-مین، ته این هو و پارک یه جین است. این مجموعه از ۶ مه تا ۲۵ ژوئن ۲۰۲۰، روزهای چهارشنبه و پنجشنبه ساعت ۲۲:۰۰ (کی‌اس‌تی) از کی‌بی‌اس۲ پخش شد.

## بازیگران

### اصلی
- شین ها کیون در نقش لی شی جون[۴]
- جونگ سو-مین در نقش هان وو جو[۵]
- ته این هو در نقش این دونگ هیوک[۶]
- پارک یه جین در نقش جی یونگ وون[۷]